# Heard It in a Past Life
Heard It in a Past Life è il primo album in studio della cantautrice statunitense Maggie Rogers, pubblicato il 18 gennaio 2019 dalla Debay Sounds sotto esclusiva licenza della Capitol Records.

## Sfondo
L'album è composto da brani precedentemente rilasciati come Alaska e On and Off, insieme a nuovi singoli come Light On, che è stato pubblicato il 10 ottobre 2018. Rogers ha dichiarato in un'intervista che sull'album:

## Singoli
L'album include dodici brani, tra cui le versioni rielaborate dei singoli Alaska e On and Off dell'EP Now That the Light Is Fading e i singoli più recenti Fallingwater, Give a Little e Light On.

## Accoglienza
| Recensione      | Giudizio |
| --------------- | -------- |
| AnyDecentMusic? | 7.3/10   |
| Metacritic      | 76/100   |
| AllMusic        | [ 12 ]   |
| Clash           | 8/10     |
| DIY             | [ 14 ]   |
| Exclaim!        | [ 15 ]   |
| The Guardian    | [ 16 ]   |
| NME             | [ 17 ]   |
| Rolling Stone   | [ 18 ]   |

L'album è stato accolto positivamente dalla critica musicale. Su Metacritic ha un punteggio di 76 su 100, basato su 12 recensioni.
Lucy Shanker di Consequence è stato molto positiva scrivendo: "È chiaro che Rogers si è presa il tempo per creare un progetto che comprendesse il suo viaggio fino a quel momento e che fosse pieno di energia e che ti sfidasse a ballare. Inoltre, non si discosta da ballate più lente ed emozionanti come Past Life, una traccia che ha una straordinaria somiglianza con il primo Stevie Nicks, dimostrando la dualità della sua arte. Se non altro, questo disco è un annuncio ufficiale: Maggie Rogers è qui per restare".
Anche DIY è stato molto positivo, scrivendo: "Il disco trova il modo di far sedere comodamente il pop atipico nel mainstream, offrendo qualcosa di veramente nuovo. Arrivando lontano da Pharrell nello studio della NYU, Maggie Rogers ha sicuramente trovato la sua voce".
Secondo Elle Hunt del The Guardian: "L'elegante abilità di Rogers per la produzione è ricondotta a una più prosaica ballata emotiva al suo debutto, con testi che si basano troppo sull'immaginario di luce e buio".

## Tracce
1. Give a Little – 3:46 (testo: Margaret Rogers, Greg Kurstin)
2. Overnight – 3:20 (testo: Rogers, Kurstin)
3. The Knife – 3:59 (testo: Rogers, Kurstin)
4. Alaska – 3:08 (testo: Rogers, Doug Schadt)
5. Light On – 3:53 (testo: Rogers, Thomas Hull)
6. Past Life – 3:36 (testo: Rogers)
7. Say It – 3:40 (testo: Rogers, Tor Miller, Jack Hallenbeck)
8. On and Off – 3:41 (testo: Rogers, Nicholas Das)
9. Fallingwater – 4:31 (testo: Rogers, Rostam Batmanglij)
10. Retrograde – 4:11 (testo: Rogers, Kurstin)
11. Burning – 3:33 (testo: Rogers, Eric Frederic)
12. Back in My Body – 4:09 (testo: Rogers)